# Capostrada
Capostrada è una frazione del comune di Pistoia, in Toscana.

## Geografia fisica
Capostrada è un'importante borgo appartenente alla città di Pistoia, ormai in parte saldata ad essa; consiste di una serie di case disposte lungo il corso del fiume Ombrone Pistoiese e, nella parte più moderna, delle colline contigue.

## Storia
Il nome Capostrada (inizialmente Capo di Strada) è originato proprio dal fatto che da qui inizia la grande rotabile costruita circa nel 1840 con il nome di strada Leopolda (dal nome del Granduca di Toscana), l'attuale SS 64, che unisce la Toscana all'Emilia. Caratterizzato già dall'Ottocento per la presenza di impianti manifatturieri operanti nei settori meccanico, metallurgico e tessile, ancora oggi si possono distinguere le antiche costruzioni industriali a capanna disposte lungo il greto del fiume.

## Infrastrutture e trasporti
Qui arrivano le statali 66, che mettono Pistoia in contatto con la Val di Lima e con il Passo dell'Abetone, e la statale 64 che, attraverso il passo della Collina, porta a Porretta Terme (BO).